# Estació de la Fontsanta
La Fontsanta és una estació de la línia T2 de la xarxa del Trambaix situada sobre l'avinguda de Barcelona a Sant Joan Despí i es va inaugurar el 3 d'abril del 2004 amb l'obertura del Trambaix.
La parada es troba davant el parc de Can Tusquets on es troben equipaments municipals, diverses escoles i el poliesportiu municipal de Francesc Calvet. L'àrea és majoritàriament industrial, dintre del polígon de la Fontsanta. L'estació s'ubica a 5 minuts a peu de l'estació de ferrocarril de Sant Joan Despí, on paren trens de les línies R1 i R4.
| Procedència/Destinació | <          | Línia | >                         | Procedència/Destinació |
| ---------------------- | ---------- | ----- | ------------------------- | ---------------------- |
| Trambaix               |            |       |                           |                        |
| Francesc Macià         | Bon Viatge |       | Centre Miquel Martí i Pol | Llevant - les Planes   |